# Zignago Vetro
Zignago Vetro S.p.A. è una società per azioni italiana, costituita negli anni cinquanta da Gaetano Marzotto, produce contenitori in vetro cavo, destinati prevalentemente ai mercati delle bevande ed alimenti, della cosmetica e profumeria, dell'alta profumeria e dei vetri speciali.
La società è quotata dal 2007 presso la Borsa di Milano dove è presente negli indici FTSE Italia Mid Cap, FTSE Italia STAR e nell'indice di sostenibilità SE Mid Italian Index (con rating "E", su una scala da F a EEE, attribuito dall’Agenzia Standard Ethics il 13 ottobre 2022).

## Il gruppo
ll Gruppo Zignago Vetro opera in tutto il mondo con un modello "business to business" attraverso quattro società operative: 
- Zignago Vetro S.p.A.
- Zignago Vetro Brosse S.a.s. (dal 2002)
- Vetri Speciali S.p.A. (partecipata al 50%) (dal 2004)
- Zignago Vetro Polska S.A. (dal 2011)

La business unit Zignago Vetro è attiva nel mercato delle bevande & alimenti e della cosmetica & profumeria. In quest'attività è complementare alla business unit Zignago Vetro Brosse, società francese che opera nel mercato dei contenitori in vetro per l'alta profumeria con uno stabilimento situato in Normandia, al centro di un distretto di antica tradizione nella produzione di raffinati flaconi per la profumeria di lusso.
La business unit Vetri Speciali produce e commercializza bottiglie personalizzate destinate alle fasce premium di vino, olio e liquori, realizzate in forme originali con ampia gamma di colori ed in lotti anche molto piccoli.
La business unit Zignago Vetro Polska, società di diritto polacco, con sede e stabilimento a Trabki, nella regione della Masovia, nei pressi di Varsavia, opera in nicchie del mercato mondiale dei contenitori in vetro per cosmetica e profumeria e anche per bevande e alimenti con un'ampia offerta di prodotti personalizzati.
Dal 2013 il gruppo è attivo anche nel riciclo del vetro attraverso la creazione negli anni di 3 società:Vetreco S.r.l. (partecipata al 30%), "Vetro Revet" (partecipata al 51%) e Julia Vitrum (partecipata al 40%).

## Zignago Holding
La società fa parte della Zignago Holding, controllata dalla famiglia Marzotto.
La holding, oltre alla Zignago Vetro, controlla anche:
- Herita Wines - attiva nella produzione e commercializzazione di vini
- Zignago Immobiliare - che opera nella gestione di beni immobili
- Multitecno - attiva nella ricerca, sviluppo e produzione di sistemi innovativi, rispettosi dell’ambiente, per la difesa dagli animali infestanti
- Zignago Power - che opera nella produzione e distribuzione di energia elettrica da fonti rinnovabili